# Азарная, Евдокия Михайловна
Евдокия Михайловна Азарная (27.02.1911—????) — передовик советского сельского хозяйства, звеньевая виноградарского совхоза имени Молотова Министерства промышленности продовольственных товаров СССР, Анапского района Краснодарского края. Герой Социалистического Труда (1951).

## Биография
Родилась 27 февраля 1911 года в городе Анапа Таманского отдела Кубанской области, ныне Краснодарского края. Русская. Со дня образования в 1933 году совхоза имени Молотова Анапского района Евдокия Михайловна трудилась рабочей виноградарской бригады.
После освобождения Кубани от немецко-фашистских захватчиков она участвовала в восстановлении полностью разрушенного в период оккупации совхозного хозяйства.
В 1948 году Е. М. Азарная возглавила виноградарское звено, которое по итогам работы в 1950 году получило урожай винограда 121 центнер с гектара на площади 22,5 гектара.
Указом Президиума Верховного Совета СССР от 27 августа 1951 года за получение в 1950 году высоких урожаев винограда Азарной Евдокии Михайловне присвоено звание Героя Социалистического Труда с вручением ордена Ленина и золотой медали «Серп и Молот».
Проживала в родном городе Анапе. Сведений о дальнейшей её судьбе не имеется. Награждена орденом Ленина (27.08.1951), медалями.

## Награды
- Медаль «Серп и Молот» (1951);
- Орден Ленина (1951)
- Медаль «В ознаменование 100-летия со дня рождения Владимира Ильича Ленина» (6 апреля 1970)
- Медаль «Ветеран труда»
- и другие.

## Память

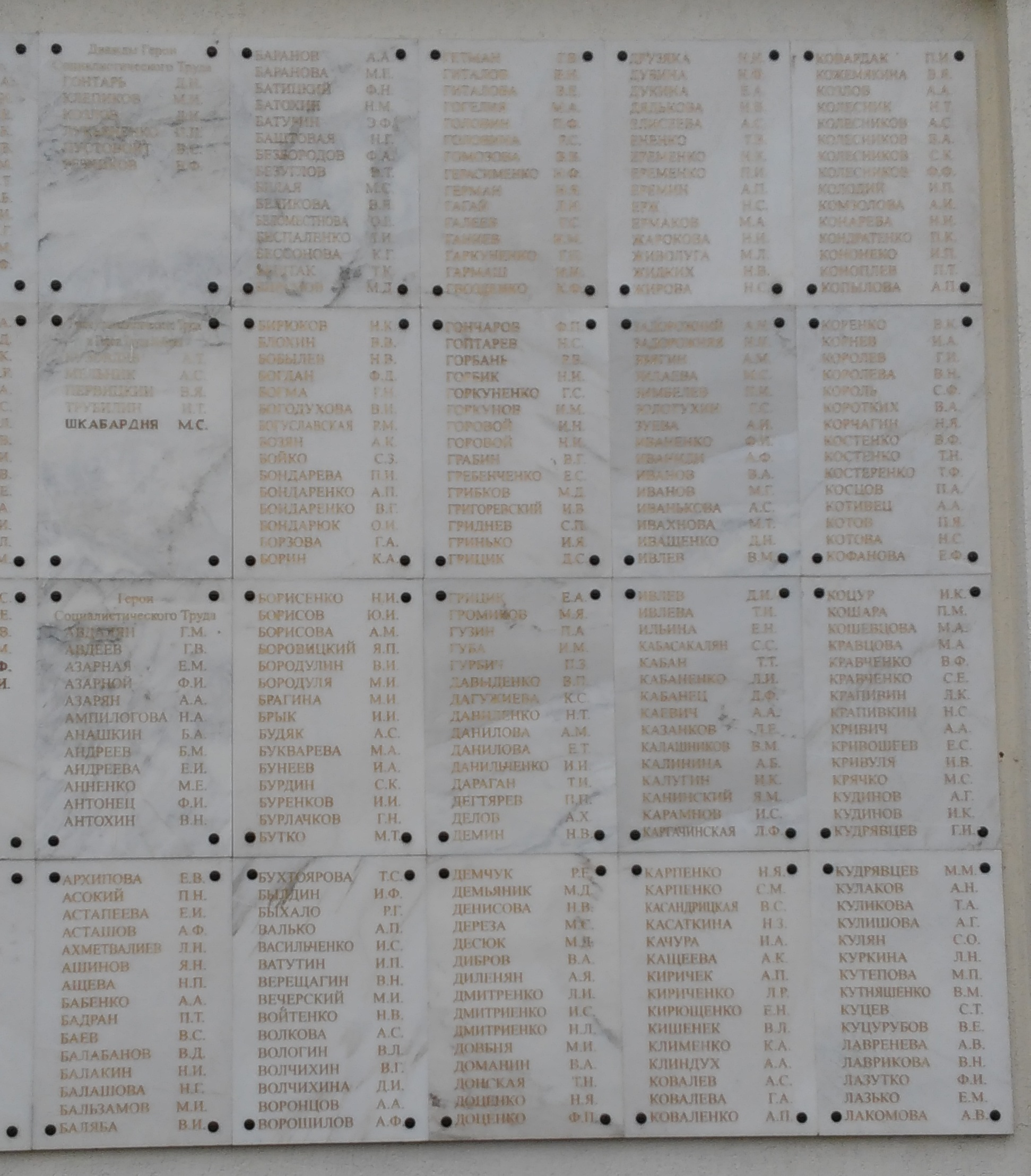

- Имя Героя золотыми буквами вписано на мемориальной доске в Краснодаре.
- Занесена в Книгу Почёта района и на аллею Трудовой Славы Анапского района.